# Winter-Universiade 1960/Nordische Kombination
Bei der Winter-Universiade 1960 wurde ein Wettkampf in der Nordischen Kombination ausgetragen.

## Bilanz

### Medaillenspiegel
| Platz  | Land             | Gold | Silber | Bronze | Gesamt |
| ------ | ---------------- | ---- | ------ | ------ | ------ |
| 1      | Tschechoslowakei | 1    | –      | –      | 1      |
| 2      | Sowjetunion      | –    | 1      | 1      | 2      |
| Gesamt | Gesamt           | 1    | 1      | 1      | 3      |

### Medaillengewinner
| Disziplin                  | Gold           | Silber          | Bronze       |
| -------------------------- | -------------- | --------------- | ------------ |
| Normalschanze/15 km Männer | Jaromír Novlud | Albert Larionow | Juri Krestow |